# Jardim Zoológico de Lisboa
Jardim Zoológico de Lisboa is de dierentuin van de Portugese hoofdstad Lissabon.

## Geschiedenis
De dierentuin werd in 1884 geopend en was de eerste in zijn soort op het Iberisch schiereiland. Binnen enkele jaren had Jardim Zoológico de Lisboa een grote collectie exotische diersoorten opgebouwd, voornamelijk afkomstig uit de toenmalige Portugese koloniën. Aanvankelijk bevond de dierentuin zich in het Parque de São Sebastião da Pedreira, waarna het in 1905 naar de huidige locatie in het stadsdeel Sete Rios verhuisde. Nadat de dierentuin aan het einde van de twintigste eeuw erg verouderd was, vonden diverse nieuwbouwprojecten plaats zoals de bouw van het mensapencomplex Templo dos Primatas en de tijgerverblijven Vale dos Tigres.

## Beschrijving
De collectie van Jardim Zoológico de Lisboa omvat voornamelijk hoefdieren, katachtigen, primaten en tropische vogels. Daarnaast is er een dolfinarium en een klein reptielenhuis. Vanuit San Diego Zoo kwamen begin jaren negentig van de twintigste eeuw koala's naar de dierentuin.

## Fokprogramma's
Het park neemt deel aan meerdere internationale fokprogramma's en coördineert en beheert de EEP-stamboeken voor de Perzische panter, de Californische zeeleeuw, de nyala en de gestekelde aardschildpad.

## Afbeeldingen

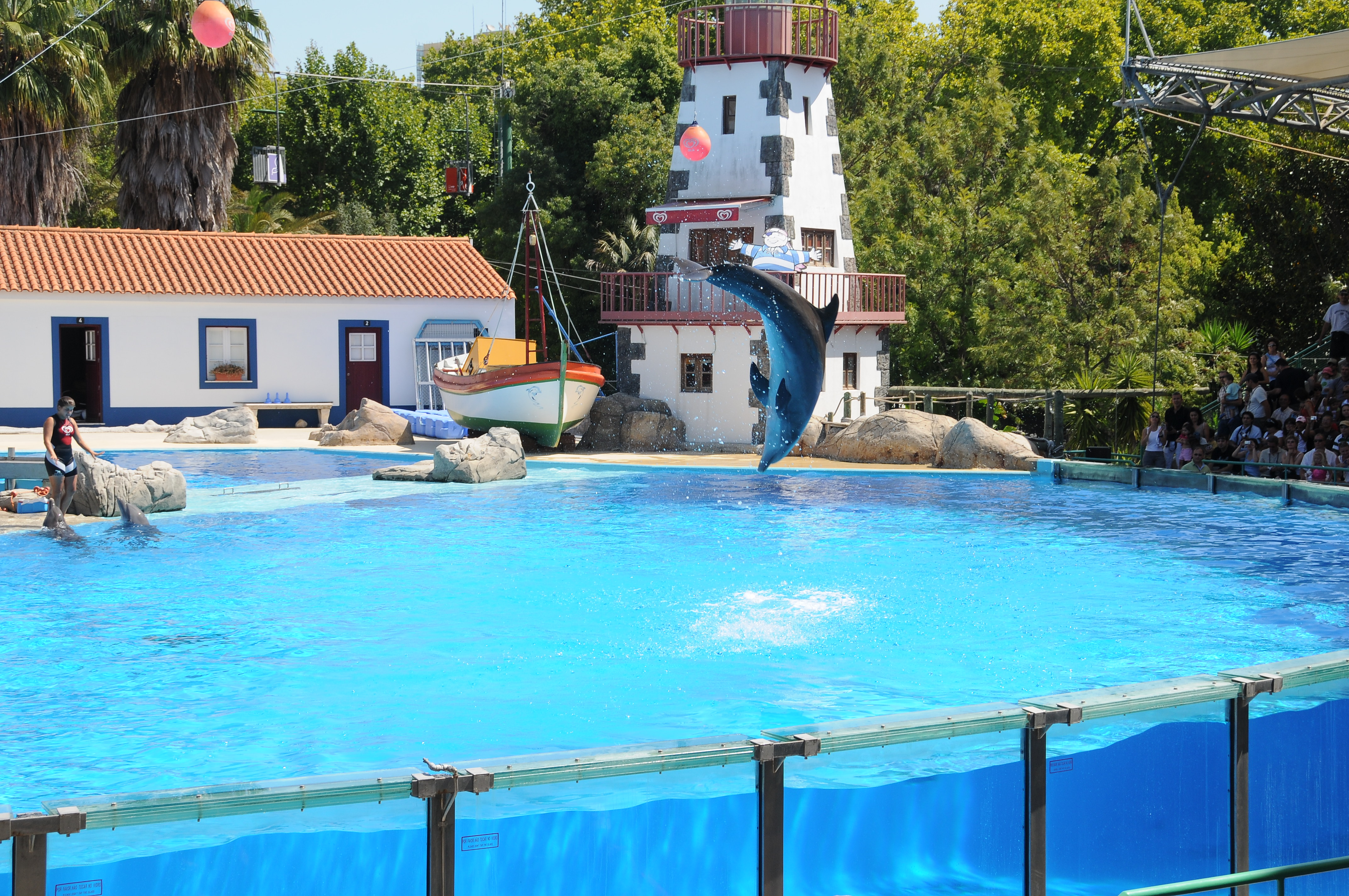
Show met tuimelaars
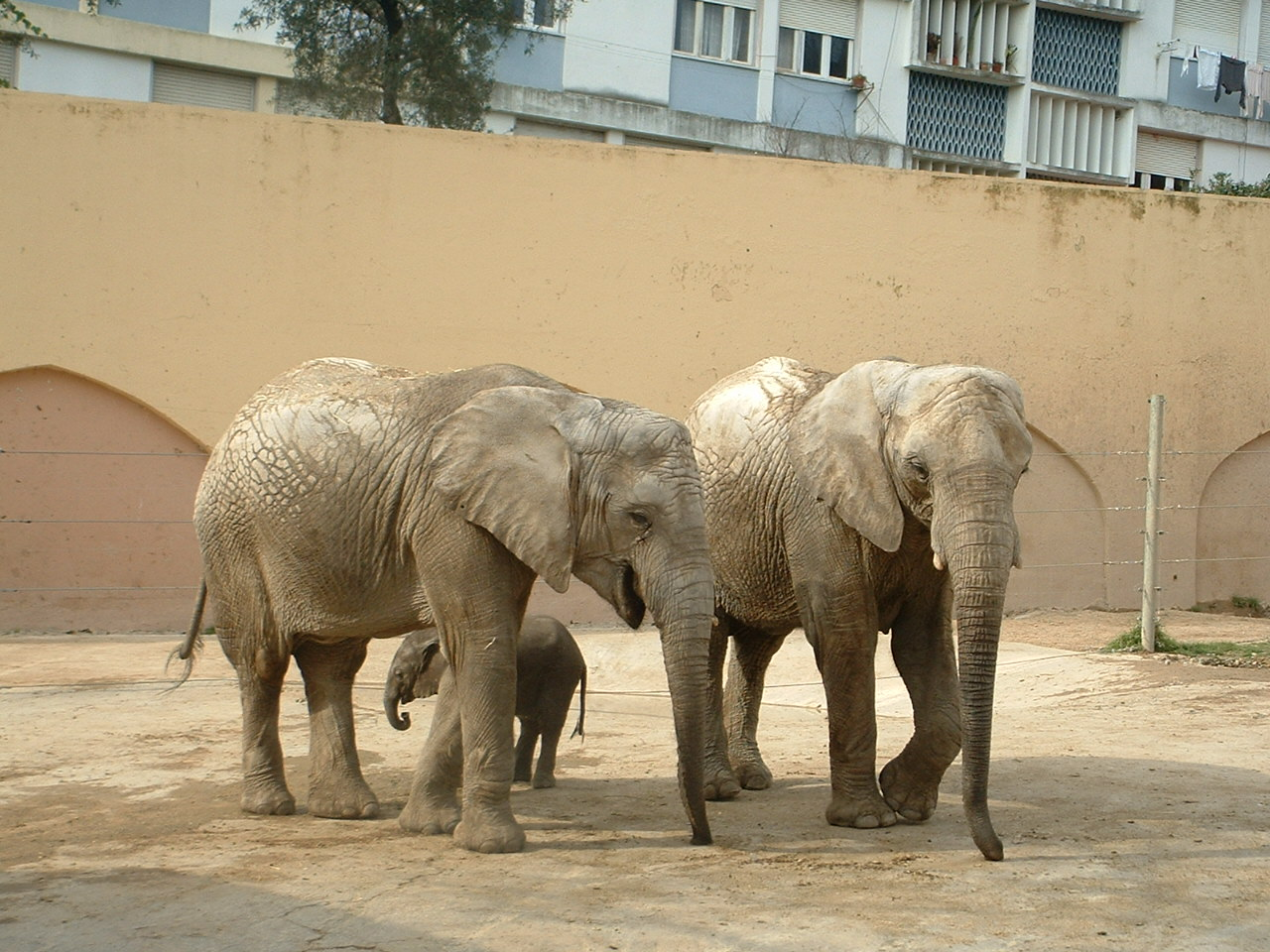
Afrikaanse olifanten
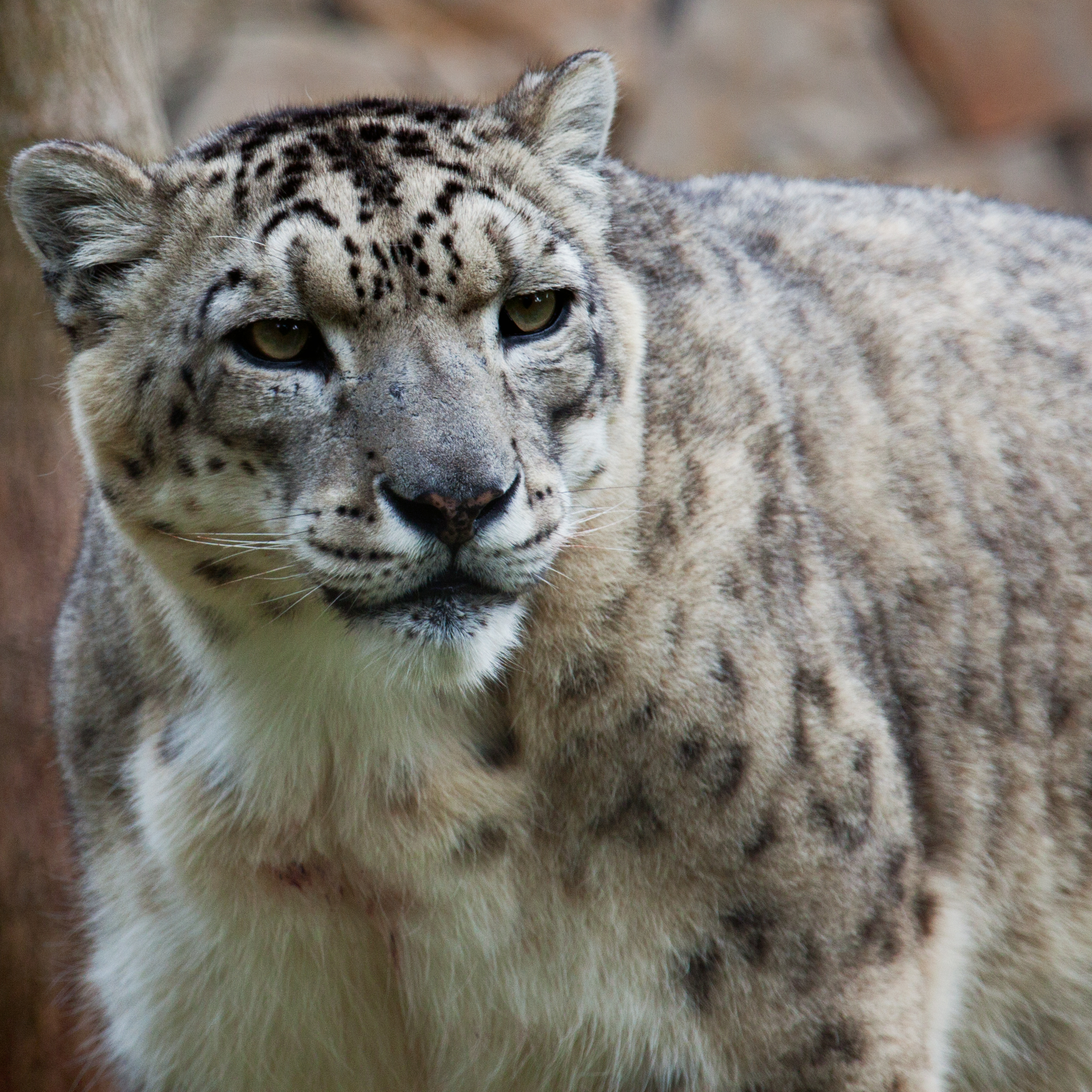
Sneeuwpanter

## Zoogdierencollectie

### Primaten
- bonte maki
- brazzameerkat
- chimpansee
- geelborstkapucijnaap
- gewoon penseelaapje
- gorilla
- gouden leeuwaapje
- goudkopleeuwaapje
- goudmanteltamarin

- Japanse makaak
- Javaanse langoer
- keizertamarin
- mantelaapje
- mantelbaviaan
- moormaki
- noordelijke spinaap
- oostelijke franjeaap
- ringstaartmaki

- rode vari
- siamang
- springtamarin
- Sumatraanse orang-oetan
- withandgibbon
- witkopmaki
- zwarte brulaap
- zwartoorpenseelaapje

### Roofdieren
- Afrikaanse leeuw
- Californische zeeleeuw
- Euraziatische lynx
- Europese bruine beer
- gewone zeehond
- huiskat

- Iberische lynx
- jachtluipaard
- jaguar
- nevelpanter
- ocelot
- Perzisch luipaard

- rode panda
- Siberische tijger
- stokstaartje
- Sumatraanse tijger
- wasbeer
- witte tijger

### Evenhoevigen
- addax
- algazel
- Amerikaanse bizon
- angolagiraffe
- axishert
- Birmaans lierhert
- bongo
- Chinese muntjak

- dwerggeit
- dwergnijlpaard
- elandantilope
- gemsbok
- hangbuikzwijn
- Kaapse buffel
- kameel
- kob

- nijlpaard
- nyala
- okapi
- roanantilope
- sitatoenga
- tuimelaar
- zwarte paardantilope

### Onevenhoevigen
- grévyzebra
- Indische neushoorn
- witte neushoorn

### buideldieren
- koala
- bennettwallaby

### andere zoogdieren
- Afrikaanse olifant
- bruinbehaard gordeldier
- cavia
- Europees konijn
- reuzenmiereneter